# Mimobolbus vivianae
Mimobolbus vivianae là một loài bọ cánh cứng trong họ Geotrupidae. Loài này được Paulian miêu tả khoa học năm 1941.